# Sublevación de los prisioneros de San Luis
La sublevación de los prisioneros de San Luis ocurrió el 7 de febrero de 1819, en la que murieron la mayor parte de los oficiales realistas prisioneros en San Luis.

## Masacre
En la noche del 7 de febrero de 1819, jugando los oficiales españoles de la campaña de Chile prisioneros en San Luis (actual Argentina) con Vicente Dupuy, teniente gobernador, y habiendo perdido este algún dinero, echó enseguida mano del que tenía delante de sí el coronel y secretario José María Rivero, quien reprendió agriamente el hecho, y a pesar de las instancias de los concurrentes dio un bofetón a Dupuy, cuyos amigos, lo mismo que algunos españoles echaron mano de las armas que había en la habitación. El tumulto que resultó de aquí alarmó la guardia, y los prisioneros españoles, temiendo las consecuencias de este lance, entregaron las que habían tomado, y pidieron perdón a Dupuy, que les fue concedido, y les empeñó su palabra de honor, que si lo dejaban salir calmaría la efervescencia de la guardia y del populacho. 
Salió en efecto, mas en vez de apaciguar los espíritus difundió la alarma, y excitó al pueblo a vengar los insultos que había recibido de los godos, nombre con que se llamaba peyorativamente a los realistas. Dupuy entonces volvió a entrar en la habitación con algunos soldados y gente armada, y el brigadier José Ordóñez, el coronel Morgado y seis oficiales más fueron asesinados. El coronel Primo de Rivera, viendo la inevitable suerte que le esperaba, se tiró un pistoletazo y se mató. Todos los españoles, o sea, ciudadanos leales a España, que se encontraron por las calles fueron pasados a cuchillo, y muchos fueron también muertos en sus casas: han sido cincuenta los asesinatos cometidos en este fatal día, y de los oficiales realistas retenidos en San Luis sólo dos se libraron de la muerte.

## Oficiales españoles asesinados
Son muertos el brigadier José Ordóñez, segundo jefe del ejército real de Chile, coroneles José Berganza, gobernador de Concepción, Joaquín Primo de Rivera, jefe de Estado Mayor, Antonio Morgado, jefe del regimiento Dragones de la Frontera, los tenientes coroneles Matías Arias y Lorenzo Morla, jefe del batallón Burgos, 9 capitanes, 5 tenientes, 7 alféreces y 2 oficiales de intendencia.

## Consecuencias

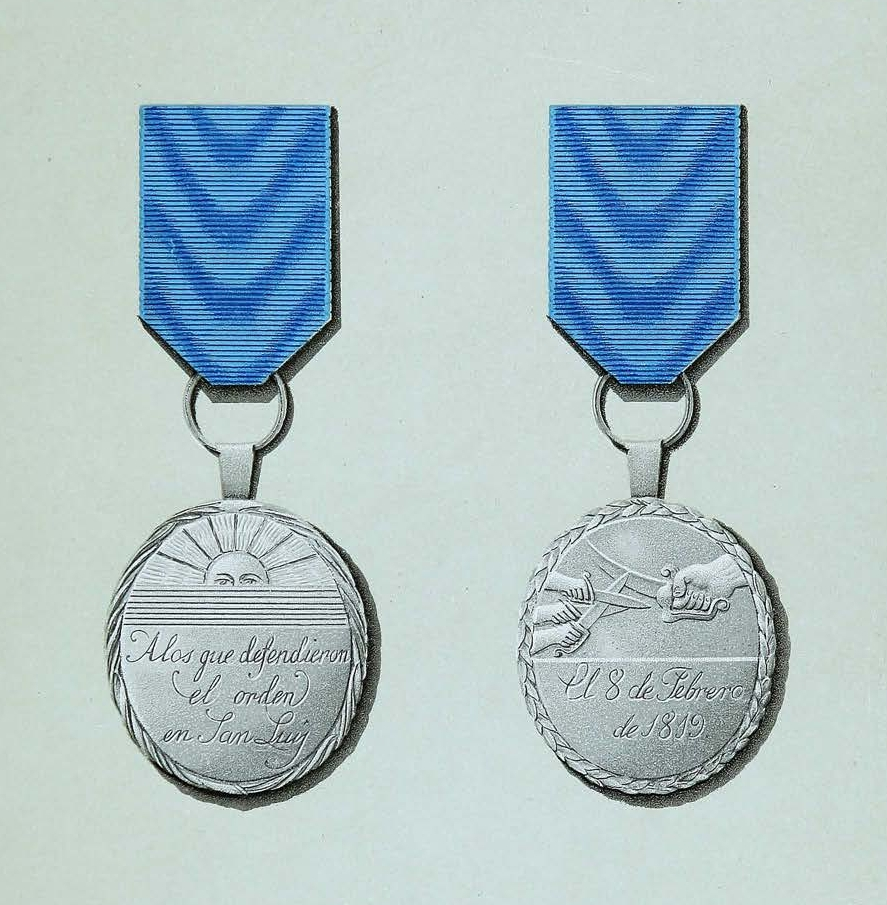
Premio a los que sofocaron la conspiración de prisioneros en San Luis.

Tras esta acción, el 26 de febrero Dupuy fue ascendido a coronel mayor, por la entereza y valentía con que sofocó el motín, y por su   fervor cívico agraciado con la Legión de Mérito de Chile, siendo posteriormente también condecorado por el director José Rondeau. Al año siguiente Dupuy fue depuesto y procesado por los hechos de San Luis, alegando en su defensa haber cumplido órdenes secretas de San Martín, fue desterrado a La Rioja de donde fugó a Chile  para luego unirse al ejército libertador que operaba en Perú.
Cuando las noticias de la matanza de San Luis llegaron al Perú, se produjo una expresiva y general indignación entre los antiguos camaradas de los asesinados; cuerpos militares, corporaciones y el cabildo de Lima manifestaron al virrey Pezuela la necesidad de exigir justicia y sanción por estos crímenes lo que motivó al virrey a expedir órdenes al ejército de Lima y circulares a todos los jefes civiles y militares del Virreynato sobre la muerte de prisioneros en San Luis. El 30 de abril se celebraron en la catedral de Lima solemnes exequias fúnebres por "los ilustres jefes y oficiales del Ejército Real asesinados por los enemigos en la Punta de San Luis." 
Cuando poco después la escuadra chilena de Lord Cochrane realizó una nueva tentativa sobre el Callao, fue rechazado con renovado brío por las baterías de tierra, señalando él mismo tras la acción: "He notado también un espíritu muy diferente al que parecía animar antes á los artilleros enemigos. Ellos ahora tiran de sus baterías y fuertes con la obvia intención de destruir. Yo no puedo conjeturar la causa de esto; pero temo que hayan sido excitados á ello por bajas y feas imputaciones fabricadas por el Gobierno español, especialmente sus escandalosas insinuaciones relativas á lo que ellos llaman el asesinato en la punta de San Luis."